# Gregorio Pedro VI Djeranian
Gregorio Pedro VI Djeranian (en armenio: Գրիգոր Պետրոս Զ. Ճերանեան, romanizado: Krikor Bedros Djeranian) (Kilis, 1780-† 22 de septiembre de 1840) fue un religioso armenio, sexto patriarca catolicós de Cilicia de los armenios y cabeza de la Iglesia católica armenia.   

## Biografía
Ordenado sacerdote a los 23 años, fue consagrado obispo de Maraş en 1806 por el patriarca Gregorio Pedro V Kupelian.
Fue elegido patriarca el 23 de junio de 1812 e instalado al día siguiente, fiesta de la natividad de san Juan Bautista, en la iglesia de Santa María de la Asunción en Bzommar, cuando tenía 32 años. Fue confirmado por la Santa Sede y recibió el palio el 8 de abril de 1815. Teólogo, jurista, políglota (dominaba 5 idiomas) y hombre de cultura, vivió una de las épocas más difíciles para la nación armenia: durante su patriarcado, con el estallido de la guerra de Independencia de Grecia los armenios del Imperio otomano, en particular los que vivían en Estambul, en 1827 fueron denunciados por el patriarca armenio de Constantinopla como partidarios de la causa griega por "ser amigos de los francos". El Gobierno turco reaccionó con vehemencia el 10 de enero de 1828 contra los armenios católicos con arrestos, deportaciones y expulsiones. Unas 400 personas murieron de hambre y frío al ser expulsadas de sus hogares y la comunidad católica se redujo. Aprovechando la derrota otomana, el papa León XII obtuvo a través de los Gobiernos de Francia y del Imperio austríaco el firman del sultán Mohamed II del 6 de enero de 1830 que puso fin a las medidas represivas y permitió el regreso de los exiliados y la devolución de sus bienes. 
En ese año, gracias al apoyo de las potencias europeas, el gobierno turco se vio obligado a reconocer legalmente a los católicos armenios, que hasta entonces, desde el punto de vista de los derechos civiles, dependían del patriarca armenio de Constantinopla. Los obispos armenios pudieron desde entonces dejar su exilio en el Líbano e instalarse en sus sedes y se concedió en derecho a tener un patriarca en la capital del Imperio. El papa Pío VIII erigió la archieparquía de Constantinopla el 6 de julio de 1830 y Antoine Nouridjan fue designado archieparca primado con jurisdicción sobre los territorios del Imperio otomano en donde los armenios hasta entonces dependían del vicariato apostólico de Estambul. El reconocimiento legal de la Iglesia católica (incluyendo a los armenios y sirios católicos) por el Gobierno otomano ocurrió el 5 de enero de 1831, al establecerse la Katolik millet. El 3 de junio de 1831 un decreto del sultán reconoció al archieparca como jefe religioso y civil dentro del Imperio, estableciendo la Ermeni Katolik Millet. Quedó así establecido un poder dual, el religioso en Bzommar en el Líbano con el patriarca Djeranian, y el civil en el archieparca primado de Constantinopla. Esta dicotomía creó muchos problemas de jurisdicción y competencias en los años siguientes.
En 1831 el valí de Egipto Mehmet Alí se rebeló contra el sultán e invadió Siria y Líbano. Los sacerdotes y creyentes católicos armenios fueron perseguidos y obligados a huir o a esconderse. El seminario de Bzommar se vio obligado a suspender temporalmente las clases y reducir su población estudiantil. Los nuevos gobernantes egipcios intentaron unificar la Iglesia católica armenia con la Iglesia apostólica armenia, hasta que la crisis finalizó en 1840. Djeranian se dedicó a reconstruir iglesias y escuelas en las diócesis del catolicosado y murió el 22 de septiembre de 1840. Se le atribuyen milagros en vida y después de su muerte. Cuando su féretro se abrió en 1843, se encontró incorrupto su cuerpo.
| Predecesor: Gregorio Pedro V Kupelian | Patriarca de Cilicia de los Armenios 1812 - 1840 | Sucesor: Jacobo Pedro VII Holassian |